# حريملاء
حريملاء هي مدينة سعودية والمركز الإداري لمحافظة حريملاء التابعة لمنطقة الرياض، تبعد عن الرياض 90 كيلو.

## أحياء المدينة
الأحياء الشمالية
- غصيبة
- نميلان
- الملقى
- الحنيني
- موافق
- الوسيطى
- سوق السطر
- البراحة
- العقدة
- قراشة
- الشهواني
- أم الخوابي

الأحياء الشرقية
- الحسيان
- الطويلعة
- الشريعة
- سوق المشاعلة
- المراقيب
- فليسة
- حلة المهيزع
- سوق الجزيع

الأحياء الجنوبية
- الجزيرة
- الدويه
- الرفيعة
- جريبة.[2]

## وصلات خارجية
- الموقع الرسمي لمحافظة حريملاء